# انقلاب يوليو 1978 (موريتانيا)

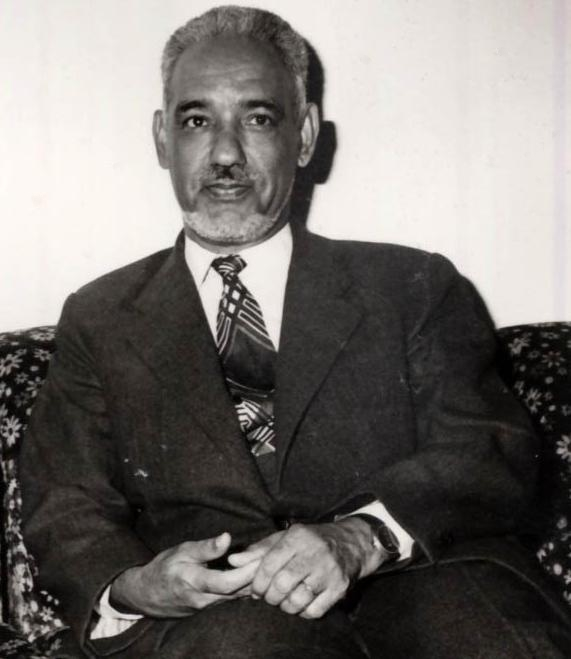
الرئيس المختار ولد داداه، الرئيس الذي أطاح به الانقلاب

العقيد المصطفى ولد محمد السالك، قائد العملية الانقلابية ومن تولى الرئاسة إثرها

انقلاب العاشر من يوليو 1978 هو انقلاب عسكري أبيض (لم تُصاحبه مواجهات عسكرية من أي نوع) أطاح بحكومة أول رؤساء موريتانيا المختار ولد داداه، نفذته قيادات داخل الجيش الموريتاني أطلقت على نفسها اسم «المجلس العسكري للإنعاش الوطني» بزعامة العقيد المصطفى ولد محمد السالك.

## خلفية
كان الرئيس المختار ولد داداه يشغل منصب رئاسة موريتانيا منذ استقلالها عن فرنسا (28 نوفمبر عام 1960)، وهو استقلال لم تعترف به المملكة المغربية، وسعت لضمّ موريتانيا لحوزتها الترابية، وسعت ديبلوماسياً من أجل عرقلة الاعتراف بالدولة الوليدة، لكنها لم تنجح، رسرعان ما اعترفت الأمم المتحدة باستقلال موريتانيا، وتوالت الاعترافات بها طيلة السنوات اللاحقة، قبل أن يتراجع المغرب عن مساعيه ويتحالف مع الدولة الموريتانية ضد جبهة البوليساريو (المدعومة جزائريا) في حرب الصحراء الغربية ويشترك الطرفان في حرب طاحنة أدّت في النهاية إلى استنزاف الدولة الموريتانية الهشة، ما أدى في النهاية إلى تذمّر قادة الجيش من الصراع المرهق، فقرروا الإطاحة بنظام ولد داداه.

## بعد الانقلاب
بعد الانقلاب، تولى السالك رئاسة المجلس العسكري للإنعاش الوطني، مكون من 20 عضوًا.
أفادت التقارير الواردة من العاصمة نواكشوط أنه لم يتم سماع إطلاق نار في المدينة، ولم يتم الإعلان عن وقوع إصابات.
بعد فترة من السجن، سُمح لولد داداه بالذهاب إلى المنفى في فرنسا في أغسطس 1979، وسُمح له بالعودة إلى موريتانيا في 17 يوليو 2001.